# Tygrysy Europy
Tygrysy Europy – polski serial komediowy w reżyserii Jerzego Gruzy. Serial został wyprodukowany przez TVP1, był wyświetlany od 17 października 1999 do 26 grudnia 1999.
Serial zdobył duże uznanie widzów, przez co w 2001 powstały Tygrysy Europy 2, jednak na premierę drugiej części serii trzeba było czekać do 2003.
Został wydany na DVD przez TVP w 2009.
Plenery: Warszawa, Piaseczno (ul. Redutowa – rezydencja Nowaków).

## Fabuła
Film opowiada o perypetiach nowobogackiej rodziny Nowaków i pracującej w ich willi służbie. Nowakowie są właścicielami rezydencji będącej małym pseudozamkiem. Bogactwo Nowaków opiera się na lewych interesach i niejasnych finansach, mimo to obracają się oni w towarzystwie warszawskiej śmietanki. Serial obnaża prymitywizm i ubóstwo intelektualne wykształconych po 1989 roku elit finansowych, będących jednak motorem napędowym raczkującego kapitalizmu. To właśnie z nich przede wszystkim śmieje się Gruza, dowodząc, że gdyby „tygrysy Europy” pozbawić pieniędzy, byliby co najwyżej wynędzniałymi kotami. Obok rodziny Nowaków obserwujemy perypetie rodziny Jacka – kierowcy Nowaka i rodzącego się uczucia między nim a wynajętą przez Nowaków polonistką – Moniką.

## Obsada
- Janusz Rewiński – Edward Nowak
- Beata Ścibakówna – Elżbieta „Elizabeth” Nowak
- Aleksander Ihnatowicz – Roni, syn Nowaków
- Aleksandra Dymitruk – Kate, córka Nowaków
- Paweł Deląg – Jacek Laskowski, szofer Nowaka
- Agnieszka Wagner – Monika Masławska, polonistka wynajęta przez Nowaka, miłość Jacka
- Piotr Fronczewski – Henryk Laskowski, ojciec Jacka
- Ignacy Machowski – Leopold Laskowski, dziadek Jacka
- Zofia Czerwińska – siostra Henia
- Tamara Arciuch – Ania Laskowska, siostra Jacka, studentka archeologii
- Joanna Bogacka – Ewelina Masławska, matka Moniki
- Leszek Teleszyński – ojciec Moniki
- Bartosz Jarzymowski – Darek, brat Moniki
- Sebastian Świąder – przyrodni brat Moniki
- Piotr Zelt – Hubert, wf-ista, adorator Moniki
- Antonina Girycz – Dąbrowska, sąsiadka Moniki
- Kazimiera Utrata – Wiąckowa, sąsiadka Moniki
- Wojciech Cygan – Włodek, sąsiad Laskowskich
- Katarzyna Sadowska – Irena Travel, żona Włodka
- Małgorzata Rożniatowska – sąsiadka Laskowskich
- Władysław Grzywna – Franek Frątczak, dozorca w kamienicy Laskowskich
- Barbara Babilińska – Stefcia Frątczakowa, żona dozorcy
- Jerzy Gruza – portier Alfred Chodźko
- Agnieszka Pilaszewska – Basia, sekretarka Nowaka
- Joanna Kurowska – Krystyna Broda, księgowa Nowaka
- Wojciech Pokora – Edward Skorupa „Jan” – służący Nowaków, kamerdyner
- Wojciech Skibiński – Stanisław Kmiecik, ogrodnik w rezydencji Nowaków
- Dariusz Gnatowski – Mike, ochroniarz Nowaków
- Daria Widawska – Karolcia, służąca w rezydencji Nowaków
- Ewa Sałacka – Elwira Kozioł, pokojówka Nowaków
- Hanna Stankówna – Zosia, kucharka Nowaków
- Ewa Frąckiewicz-Musiał – pani Helenka
- Stanisław Penksyk – Stefan, syn pani Helenki
- Krystyna Łubieńska – Zosia, synowa pani Helenki
- Tatiana Sosna-Sarno – Stenia, właścicielka klubu nocnego
- Marek Prażanowski – mąż Steni
- Renata Gabryjelska – Sandra, modelka, była dziewczyna Jacka
- Cezary Żak – Lolek, klient klubu pani Steni
- Jakub Przebindowski – model Emanuel
- Beata Kuroczycka – modelka w klubie pani Steni
- Witold Wieliński – mężczyzna w klubie pani Steni
- Mariusz Pilawski – mężczyzna w klubie pani Steni
- Jacek Radziński – mężczyzna w klubie pani Steni
- Tomasz Gęsikowski – makler w klubie pani Steni
- Janusz Rynkiewicz – makler w klubie pani Steni
- Zdzisław Rychter – Bolek, bywalec klubu pani Steni
- Edward Sosna – poseł, bywalec klubu pani Steni
- Robert Żołędziewski – Michał, zmywak w klubie pani Steni
- Paweł Chochlew – Stanisław Zmywak, zmywak w klubie pani Steni
- Piotr Tomaszewski – Piotrek, barman w klubie pani Steni
- Jan Krzysztof Szczygieł – bramkarz w klubie pani Steni
- Marcin Jędrzejewski – pan Stasio, ochroniarz w klubie pani Steni
- Jacek Wójcicki – kucharz Zucchero
- Anna Ciepielewska – profesor Głębocka, była wykładowczyni Moniki
- Grzegorz Gzyl – dyrektor szkoły
- Katarzyna Łaniewska – profesor Kuszela, nauczycielka
- Małgorzata Drozd – nauczycielka
- Ewa Szawłowska – nauczycielka
- Katarzyna Skolimowska – nauczycielka
- Ewa Andruszkiewicz – nauczycielka
- Bożena Szymańska – nauczycielka
- Małgorzata Leśniewska – pani Stefa, woźna w szkole
- Wojciech Zieliński – Zbyszek Kowalczyk, uczeń w szkole Moniki
- Katarzyna Bargiełowska – matka Zbyszka Kowalczyka, ucznia w szkole Moniki
- Sebastian Konrad – Stasio, pielęgniarz na pogotowiu
- Dariusz Błażejewski – lekarz na pogotowiu
- Edyta Torhan – pielęgniarka na pogotowiu
- Paweł Zieliński – policjant na pogotowiu
- Marcel Szytenchelm – hydraulik
- Marek Frąckowiak – hydraulik
- Jarosław Tyrański – docent Śmigasiewicz, prowadzący interview u Nowaków
- Ewa Konstancja Bułhak – Seweryna Otrąba, uczestniczka interview
- Katarzyna Żak – uczestniczka interview
- Elżbieta Jarosik – uczestniczka interview
- Zofia Streer – uczestniczka interview
- Zuzanna Lipiec – uczestniczka interview
- Halina Lipka-Kadaj – uczestniczka interview
- Mieczysław Kadłubowski – krawiec Wiesio
- Marzena Trybała – krawcowa Krysia
- Mieczysław Hryniewicz – taksówkarz
- Krzysztof Janczak – instruktor pilotażu u Nowaka
- Jan Mayzel – opiekun lotniska
- Edyta Łukaszewicz-Lisowska – sprzedawczyni w sklepie z męską odzieżą
- Sławomir Pacek – sierżant w mieszkaniu Laskowskich
- Jolanta Mrotek – kobieta zainteresująca Tomkiem
- Ngo Van Vu – Wietnamczyk
- Krzysztof Zakrzewski – wiceprezes Romuald
- Tomasz Łysiak – asystent wiceprezesa
- Zuzanna Kalinowska – krupierka Viola
- Ilona Kucińska – kobieta ochlapana przez samochód Jacka
- Krzysztof Balcerzak
- Tomasz Maciejczyk
- Adam Iwiński
- Joanna Owczarek
- Arkadiusz Turalski

## Spis odcinków
| Numer | Data emisji | Tytuł               | Opis odcinka |
| ----- | ----------- | ------------------- | --- |
|       |             |                     | |
| 1     | 17.10.1999  | Powrót z wakacji    | W luksusowej posiadłości biznesmena Nowaka służba używa sobie ile wlezie. Właściciel wraz z rodziną bawi w interesach w Meksyku, więc pokojówki, ogrodnik i ochroniarz wygrzewają się na słońcu, popijają wytworne trunki, zażywają kąpieli w basenie i w ogóle miło spędzają czas. Jedynie młody, ambitny kierowca Jacek zachowuje resztki pozorów. Ale ma on powód – uchodzi za prawą rękę Nowaka. Pewnego leniwego, słonecznego popołudnia biznesmen telefonicznie zawiadamia swych podwładnych o rychłym powrocie. Nastrój radosnej sjesty bezpowrotnie pryska, ustępując miejsca gorączkowej krzątaninie. Jacek, wysłany przez szefa do biura firmy, zastaje tam prawdziwy pogrom: wyludnione pomieszczenia, porozrzucane papiery. Od znajomego portiera dowiaduje się, że jest to efekt „nalotu” policji skarbowej. |
| 2     | 24.10.1999  | Urodziny            | Jacek nie przestaje marzyć o karierze i dużych pieniądzach. W rozmowie ze swym szefem przekonuje się jednak, że psychicznie jeszcze nie dojrzał do robienia prawdziwych interesów. W dodatku jego stosunki z ukochaną dziewczyną ulegają raptownemu pogorszeniu. Dziadek Jacka kończy osiemdziesiąt lat i chłopak, zamiast pokazu mody z udziałem sympatii, wybiera rodzinną uroczystość. Przy stole spotyka się cała rodzina: Jacek, jego siostra, która właśnie wróciła z obozu archeologicznego, ciotka, mająca wyraźną słabość do trunków, ojciec – wiecznie zrzędzący księgowy, i dziadek – bohater wieczoru. Brakuje tylko matki, która przebywa w Stanach Zjednoczonych. |
| 3     | 31.10.1999  | Nowa nauczycielka   | Szef każe Jackowi odebrać ze szkoły nową nauczycielkę języka polskiego i historii. Przypadek zrządza, że jest nią, spotkana już wcześniej na lotnisku, Monika. Jacek, chcąc zaimponować dziewczynie, świadomie sprawia wrażenie, że zarówno luksusowa limuzyna, jak i posiadłość są jego własnością. Już pierwsze spotkanie nauczycielki z dziećmi Nowaka napawa ją lekkim przerażeniem. Pociechy biznesmena nie mają pojęcia o ortografii, lepiej znają dzieje Stanów Zjednoczonych niż Polski. Zniechęcona Monika chce zrezygnować z intratnych korepetycji, lecz Jacek odwodzi ją od tego zamiaru. Przyznaje się też, że jest tylko kierowcą Nowaka. |
| 4     | 7.11.1999   | Decyzje             | Monika waha się, czy przyjąć intratną posadę u Nowaków. Nie czuje się na siłach, by w ciągu kilku miesięcy przerobić z dziećmi biznesmena program czterech lat nauki. Wreszcie pod wpływem nieodpowiedzialnego zachowania matki, szastającej pieniędzmi na prawo i lewo, zgadza się na korepetycje, by ratować finanse rodziny. Najbardziej zadowolony z takiego obrotu rzeczy jest Jacek, coraz bardziej zafascynowany nauczycielką. Również matka Moniki, bezrobotna eksmodelka, ma wreszcie powód, by pochwalić się córką przed sąsiadkami. Czarne volvo, zajeżdżające regularnie pod ich blok z zabójczo przystojnym Jackiem za kierownicą, robi bowiem nie tylko na niej wielkie wrażenie. |
| 5     | 14.11.1999  | Interview           | W rezydencji Nowaków trwają przygotowania do interview. Nowakowa wspólnie z selekcjonerem przesłuchuje kolejne kandydatki na pokojówkę. W konkursie biorą udział m.in. spóźniona matka Moniki i Edward Skorupa, zwany Janem – kamerdyner hrabiego Potulickiego. Prezesowa postanawia dać szansę wszystkim chętnym i po kolei zatrudnić ich na próbę. |
| 6     | 21.11.1999  | Zakręcona           | W rezydencji Nowaków rozpoczyna pracę pierwsza z testowanych kandydatek na pokojówkę. Wszystko ją dziwi i zachwyca, nie może się zorientować w topografii posiadłości. Na domiar złego sprowadza hydraulików, by usunęli przeciek, który w rzeczywistości jest ścienną fontanną. Tymczasem prezes Nowak z uporem godnym lepszej sprawy kontynuuje kurs pilotażu. Wkuwa teorię, ćwiczy loty nocne. Determinacja biznesmena budzi coraz większą nieufność portiera Chodźki. |
| 7     | 28.11.1999  | Córka źle strzeżona | Prezesostwo Nowakowie proszą Jacka, by poszedł za nich na premierę „Córki źle strzeżonej” do Teatru Wielkiego. Chłopak chętnie się zgadza, tym bardziej że zyskuje tym samym pretekst do randki z Moniką. Po spektaklu oboje idą do restauracji. W lokalu spotykają Sandrę, byłą dziewczynę Jacka, która rozmawia z nim w ten sposób, jakby wciąż byli razem. Monika, widząc to, zostawia ich razem. Nazajutrz Jacek opowiada prezesowej przebieg premiery, dodając, że byli na niej także Wietnamczycy, którzy coraz bardziej interesują Nowaka. Po zdaniu relacji kierowca pędzi pod szkołę, gdzie próbuje odzyskać względy Moniki. |
| 8     | 5.12.1999   | Horoskop dla panny  | Prezes Nowak ma kłopoty. Nie dość, że zmienia nazwę firmy, to jeszcze Chodźko szantażuje go dokumentami, które zabrał w trakcie kontroli skarbowej. Czarę goryczy przepełnia oblany egzamin z pilotażu. Jacek dojrzewa do arcyważnej decyzji. Zamierza poprosić Monikę o rękę. |
| 9     | 12.12.1999  | Żółte wyciszenie    | Prezes Nowak rozpoczyna współpracę z Azjatami. W celu godnego zainaugurowania wspólnych interesów wydaje w swej rezydencji przyjęcie dla wietnamskich biznesmenów. Nowakowa zaś ulega gwałtownej fascynacji religią i sztuką Wschodu. Tymczasem Jacek również wybiera się na uroczystą kolację, lecz do mieszkania Moniki. Po przybyciu na miejsce konstatuje, że ten wieczór spędzą tylko we dwoje. |
| 10    | 19.12.1999  | Serce nie sługa     | Dziadek Jacka wraca do mieszkania razem z Helenką, pensjonariuszką domu starców. Osłupiałej rodzinie oznajmia, że zamierza się żenić. Najpierw jednak chce zrealizować odwieczne marzenie ukochanej. Jest nim wizyta w operetce i ujrzenie na żywo Bogusława Kaczyńskiego. Wkrótce Jacka odwiedzają syn i synowa Helenki, twierdząc, że dziadek porwał ich krewną. Ania i Jacek postanawiają zrobić wszystko, by nie dopuścić do rozłąki dziadka i wybranki jego serca. |
| 11    | 26.12.1999  | Jan                 | W rezydencji Nowaków pojawia się kamerdyner Jan. Wraz z jego przybyciem zmienia się całkowicie porządek życia w posiadłości. Wszyscy muszą dostosować się do arystokratycznych wymogów ekskluzywnego służącego. Zaczyna np. obowiązywać strój wieczorowy przy posiłkach. Pozostała część służby, nieustannie strofowana i besztana, z trudem znosi nową sytuację. Jedynie Jacek otwarcie buntuje się przeciwko dyktaturze Jana. On zaś rozważa możliwość powrotu do rodzinnych Potulic, gdyż, jego zdaniem, Nowakowie nie są godni kamerdynera. |